# Jorge Claros
Jorge Aarón Claros Juárez (n. Choloma, Cortés, Honduras; 8 de enero de 1986) es un futbolista hondureño. Juega de mediocampista y su actual equipo es Broncos de la Liga de Ascenso de Honduras.

## Trayectoria
Cuando el colombiano Jairo  Ríos Rendón asumió la dirección técnica del Vida, en 2006, varios jugadores de las reservas fueron ascendidos al primer plantel del club, estando Jorge Claros entre ellos. Bajo esta estrategia, el club logró tener protagonismo durante el Torneo Clausura 2006, luego de finalizar en la quinta posición de la tabla general y muy cerca de los puestos de liguilla. Claros, que debutó profesionalmente el 22 de enero de 2006 contra Municipal Valencia en el empate de 1 a 1, se convirtió –en apenas un torneo– en uno de los principales baluartes de su equipo, situación que le permitió llamar fuertemente la atención de varios clubes grandes.  
Para el Torneo Apertura 2006, por petición expresa de Ramón Maradiaga, fichó por el Motagua, equipo con el que se consagró campeón de la Copa Interclubes Uncaf 2007. Además, tras haber conseguido el título anteriormente mencionado, disputó la Copa Sudamericana 2008 contra el Arsenal de Sarandí, pero no vio minutos de juego. El 28 de julio de 2010 debutó en un partido internacional cuando –en partido correspondiente a la Concacaf Liga Campeones 2010-11– enfrentó al Toronto FC en la derrota de 0 a 1 en el BMO Field de Toronto. Durante su estancia en Motagua se consagró campeón del fútbol hondureño en dos ocasiones: Apertura 2007 y Clausura 2011, disputó 145 juegos y convirtió 6 goles y, además, se colocó entre las principales figuras del club. 
En enero de 2012, tras sus destacadas actuaciones en Motagua, desembarcó en el fútbol escocés con el histórico Rangers, pero, tras no llegar a un arreglo con la directiva del club, al final no pudo ser confirmado como nuevo refuerzo del club (situación similar a la de Enar Jääger). Finalmente, luego de varias negociaciones gestionadas por su representante, el 30 de enero de 2012 fichó por el Hibernian de Edimburgo, a préstamo por 18 meses y con una opción de compra tasada en 400.000 euros. Debutó con los "Hibs" el 22 de febrero de 2012 durante la derrota por 3 a 4 contra el Motherwell.
El 13 de agosto de 2013, la directiva de Motagua anunció el regreso de Claros a la institución motagüense.
El 16 de julio de 2014, luego de la Copa Mundial de Fútbol de 2014 y una buena segunda etapa con Motagua, fue anunciado como nuevo fichaje del Sporting Kansas City de la Major League Soccer. Debutó el 1° de agosto de ese año, durante el empate de 1 a 1 contra el Philadelphia Union, con anotación de Graham Zusi. En febrero de 2015, tras sus pocas chances de juego recibidas con el club norteamericano, se fue transferido al Qingdao Jonoon de la Primera Liga China.
El 15 de enero de 2016 fichó por la Liga Deportiva Alajuelense de Costa Rica, donde alcanzó un buen rendimiento de juego con 38 partidos disputados y 2 anotaciones.
El 7 de enero de 2017, tras su paso por el fútbol costarricense, Claros se convirtió en jugador del Real España.

## Selección nacional
Hizo su debut el 16 de agosto de 2006 en un partido contra Venezuela que finalizó con empate de 0 a 0. Con la selección sub-23, disputó los Juegos Olímpicos de Beijing 2008. El 5 de mayo de 2014 se anunció que Claros había sido convocado entre los 23 jugadores que disputarán la Copa Mundial de Fútbol de 2014 en Brasil con Honduras.

### Participaciones en Copas del Mundo
| Mundial                        | Sede   | Resultado    | Partidos | Goles |
| ------------------------------ | ------ | ------------ | -------- | ----- |
| Copa Mundial de Fútbol de 2014 | Brasil | Primera fase | 3        | 0     |

### Participaciones en Copa de Oro
| Copa de Oro      | Sede                    | Resultado        | Partidos | Goles |
| ---------------- | ----------------------- | ---------------- | -------- | ----- |
| Copa de Oro 2007 | Estados Unidos          | Cuartos de final | 2        | 0     |
| Copa de Oro 2013 | Estados Unidos          | Semifinales      | 4        | 1     |
| Copa de Oro 2015 | Estados Unidos · Canadá | Fase de grupos   | 2        | 0     |
| Copa de Oro 2017 | Estados Unidos          | Cuartos de final | 1        | 0     |

### Goles internacionales
| #  | Fecha               | Lugar                                              | Rival       | Goles | Resultado | Competición               |
| -- | ------------------- | -------------------------------------------------- | ----------- | ----- | --------- | ------------------------- |
| 1. | 18 de enero de 2011 | Estadio Rommel Fernández, Ciudad de Panamá, Panamá | Guatemala   | 2–1   | 3–1       | Copa Centroamericana 2011 |
| 2. | 18 de enero de 2011 | Estadio Rommel Fernández, Ciudad de Panamá, Panamá | Guatemala   | 3–1   | 3–1       | Copa Centroamericana 2011 |
| 3. | 12 de julio de 2013 | Sun Life Stadium, Miami Gardens, Estados Unidos    | El Salvador | 1–0   | 1–0       | Copa de Oro 2013          |

## Clubes
| Club                 | País                | Año                 | Partidos | Goles |
| -------------------- | ------------------- | ------------------- | -------- | ----- |
| Vida                 | Honduras            | 2006                | 17       | 0     |
| Motagua              | Honduras            | 2006 - 2011         | 145      | 6     |
| Hibernian (cedido)   | Escocia             | 2012 - 2013         | 53       | 0     |
| Motagua              | Honduras            | 2013 - 2014         | 24       | 0     |
| Sporting Kansas City | Estados Unidos      | 2014                | 7        | 0     |
| Qingdao Jonoon       | China               | 2015                | 13       | 2     |
| Alajuelense          | Costa Rica          | 2016                | 38       | 2     |
| Real España          | Honduras            | 2017 - 2020         | 104      | 2     |
| Real Sociedad        | Honduras            | 2021 - 2022         | 12       |       |
| Total en su carrera  | Total en su carrera | Total en su carrera | 413      | 12    |